# سيد مسعد
سيد مسعد من مواليد 8 إبريل 1987 بمحافظة الإسماعيلية بمصر، لاعب في الفريق الأول لنادي الزمالك المصري.
بدأ مشواره الكروي مع نادي القناة المصري، وبعدها انتقل ليحترف بنادي الأهلي صيدا اللبناني، ليعود مرة أخرى إلي نادي القناة، وبعد تألقه في مبارايات الفريق المصري، لفت أنظار العديد من الأندية المصرية لتتفاوض معه وأهمهم الزمالك والإسماعيلي، ولكنه فضل الزمالك لجدية المفاوضات من مسئولي الزمالك، لينتقل إلى الزمالك في الانتقالات الصيفية لعام 2009 مقابل مليون جنيه مصري.
قدم سيد مسعد مستوي رائع كبداية مع الزمالك، ليحوز على حب جماهير الزمالك، وأدي مستوي رائع في المعسكر التأهيلي للزمالك بالإمارات وقتها.
لعب سيد مسعد مع الزمالك في الدوري موسم 2009\2010 مبارايات "الإسبوع الأول، الإسبوع الثالث والإسبوع الثامن"، وأحرز هدف في مباراة الإسبوع الثالث وينقذ الزمالك من الخسارة أمام المقاولون العرب، ولكن لسوء الحظ أصيب في مشاجرة مع سائق تاكسي أثناء زيارته لأهله في الإسماعيلية، هذه الإصابة أبعدته عن الملاعب لفترة طويلة.
بعد رحيلة عن الزمالك انتقل لنادي جاسكو أحد اندية الدرجة الثانية لمدة موسم واحد قبل أن يتم إلغاء الفريق وتسريح لاعيبه بعد أن كانوا على مقربة من الصعود للدورى الممتاز عام 2011 وبعدها عاد لنادي القناة لمدة موسم ونصف ثم انتقل لنادي كهرباء الإسماعيلية 6 أشهر وبعدها انتقل إلى الاحتراف في الأردن لنادي اليرموك الأردنى لعام ونصف، ثم عاد الموسم الماضي للدوري المصري مرة أخرى عن طريق نادي تليفونات بني سويف.